# لانه (فیلم ۲۰۰۲)
لانه (انگلیسی: The Nest) فیلمی در ژانر جنایی، اکشن و مهیج است که در سال ۲۰۰۲ منتشر شد. از بازیگران آن می‌توان به بونوآ ماژیمل، سامی ناصری و ریچارد زامل اشاره کرد.